# Eddie Axberg

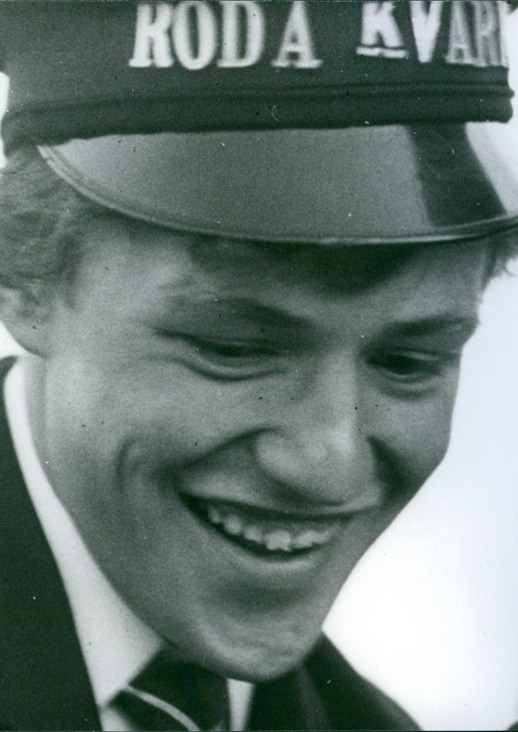
Eddie Axberg, 1966

Jan Eddie Axberg (* 9. Juli 1947 in Stockholm) ist ein schwedischer Schauspieler und Toningenieur. 
Axberg war als Filmschauspieler und Toningenieur an vielen schwedischen Film- und Fernsehproduktionen beteiligt. Als Tontechniker gehörte er mit zu den gefragtesten Mitarbeitern bei derartigen Produktionen. Seine bekanntesten Auftritte als Filmschauspieler hatte er in der Rolle des Auswanderers "Robert Nilsson" in den beiden Filmen Emigranten (Utvandrarna) und Das neue Land (Nybyggarna). Für diese Auftritte wurde er 1971/1972 mit den Guldbagge-Filmpreis ausgezeichnet.

## Filmografie (Auswahl)
- 1959: Oväder på Sycamore street (Fernsehserie)
- 1961: Die Brigg 'Drei Lilien (Briggen Tre Liljor)
- 1963: Licht im Winter (Nattvardsgästerna)
- 1964: Ferien auf der Kräheninsel (Vi på Saltkråkan) (Fernsehserie)
- 1966: Hier hast du dein Leben (Här har du ditt liv) (Spielfilm)
- 1968: Ferien auf Saltkrokan (Så går det till på Saltkråkan)
- 1971: Emigranten (Utvandrarna)
- 1972: Das neue Land (Nybyggarna)
- 1972: Schaurige Geschichten (Stora skälvan)
- 1976: Mina drömmars stad
- 1977: Die Brüder Löwenherz (Bröderna Lejonhjärta)
- 1981: Pelle Ohneschwanz (Pelle Svanslös) (Sprechrolle)
- 1985: Pelle Ohneschwanz auf großer Fahrt (Pelle Svanslös i Amerikatt) (Sprechrolle)
- 1981: Rasmus und der Vagabund (Rasmus på luffen)
- 1986: Die Kinder von Bullerbü (Alla vi barn i Bullerbyn)
- 1999: Jakten på en mördare (Fernsehserie)
- 2004: The Queen of Sheba's Pearls
- 2008: Die ewigen Augenblicke der Maria Larsson (Maria Larssons eviga ögonblick)